# Mariä-Geburt-Kirche (Kumielsk)
Die Mariä-Geburt-Kirche in Kumielsk ist ein Bauwerk aus der Mitte des 19. Jahrhunderts. Bis 1945 war sie evangelisches Gotteshaus für das ostpreußische Kirchspiel Kumilsko (1938–1945 Morgen). Jetzt ist sie Pfarrkirche der römisch-katholischen Pfarrei Kumielsk in der polnischen Woiwodschaft Ermland-Masuren.

## Geographische Lage
Kumielsk liegt südlich der polnischen Landesstraße 58 und ist von der Stadt Biała Piska (deutsch Bialla, 1938–1945 Gehlenburg) aus über eine Nebenstraße zu erreichen. Innerorts endet außerdem eine Nebenstraße, die von der Landesstraße 63 anzweigt und über Liski (Lisken) hierher führt.
Der Standort der Kirche befindet sich im Nordteil des Dorfes zwischen der Hauptstraße und dem Jezioro Kumielskie.

## Kirchengebäude
Eine erste Kirche wurde in Kumilsko im Jahre 1502 erwähnt. Sie überstand den Tatareneinfall 1656/57, brannte jedoch im Jahr 1720 ab. Die wiederaufgebaute Kirche – für sie fertigte der Königsberger Orgelbaumeister Adam Gottlob Casparini 1751 die Orgel an – wurde 1849 bis auf die Grundmauern ebenfalls durch Feuer zerstört.
In den Jahren 1850 und 1851 entstand unter Verwendung noch verwertbarer Teile ein neues Gebäude in Feldsteinmauerwerk. Es wurde am 30. November 1851 feierlich eingeweiht. Der langgestreckte Saalbau hatte Rundbogenfenster, eine Sakristei im Norden und eine Vorhalle im Süden. Der Kirchturm mit spitzem Dachreiter wurde erst 1874 angefügt.
Der Innenraum der Kirche ist von einer offenen Balkendecke überdeckt. Der Altar und die Kanzel sind Arbeiten des 19. Jahrhunderts unter Verwendung älterer Schnitzwerke aus der Zeit um 1720. Aus der Vorgängerkirche stammen noch zwei Figuren und zwei Kerzenengel.
Eine Orgel erhielt die Kirche im Jahr 1860, angefertigt von Orgelbaumeister Johann Rohn aus Wormditt (heute polnisch Orneta).
Nach 1945 wurde das Gotteshaus umgestaltet und den veränderten liturgischen Ansprüchen als katholische Pfarrkirche angepasst. Es wurde neu geweiht und Kościół Narodzenia Najświętszej Marii Panny („Mariä-Geburt-Kirche“) genannt.

## Kirchengemeinde

### Evangelisch

#### Kirchengeschichte
Bereits in vorreformatorischer Zeit gab es in Kumilsko eine Kirche. Bald nach Einführung der Reformation in Ostpreußen übernahmen hier lutherische Geistliche ihren Dienst. Im 17. und 18. Jahrhundert waren hier sogar zwei Pfarrer gleichzeitig tätig. Als 1846 die Kirche Gehsen (heute polnisch Jeże) gegründet wurde, wurden einige Kirchspielorte von Kumilsko nach dort umgepfarrt.
Bis 1715 gehörte Kumilsko zur Inspektion Lyck (polnisch Ełk), später dann bis 1945 zum Kirchenkreis Johannisburg (polnisch Pisz) in der Kirchenprovinz Ostpreußen der Evangelischen Kirche der Altpreußischen Union. 1925 zählte die Pfarrei Kumilsko 3.736 Gemeindeglieder, die in mehr als 20 Orten, Ortschaften und Wohnplätzen lebten. Das Kirchenpatronat oblag den staatlichen Behörden.
Flucht und Vertreibung der einheimischen Bevölkerung setzten dem Leben der evangelischen Gemeinde in Kumilsko/Morgen ein Ende. Heute hier lebende evangelische Einwohner halten sich zur Kirchengemeinde in Biała Piska (Bialla, 1938–1945 Gehlenburg), die der Pfarrei Pisz (Johannisburg) in der Diözese Masuren der Evangelisch-Augsburgischen Kirche in Polen zugehörig ist.

#### Kirchspielorte
Zum Kirchspiel Kumilsko resp. Morgen gehörten – neben dem Pfarrort – bis 1945 die Orte:
| Name                         | Änderungsname 1938 bis 1945 | Polnischer Name |  | Name       | Änderungsname 1938 bis 1945 | Polnischer Name |
| ---------------------------- | --------------------------- | --------------- |  | ---------- | --------------------------- | --------------- |
| Adlig Rakowen (Domäne)       | Raken                       | Rakowo          |  | Kosaken    | Wächtershausen              | Kosaki          |
| *Adlig Rakowen (Dorf)        | Raken (Ostpr.)              | Rakowo Piskie   |  | *Kowalewen | Richtwalde                  | Kowalewo        |
| Bagensken                    | Lehmannsdorf                | Bagieńskie      |  | Kuckeln    |                             | Kukły           |
| *Bogumillen                  | Brödau                      | Bogumiły        |  | Lissaken   | Drugen                      | Lisaki          |
| *Grodzisko                   | Burgdorf                    | Grodzisko       |  | *Lisken    |                             | Liski           |
| *Gruhsen                     |                             | Gruzy           |  | Mykutten   | Mikutten                    | Mikuty          |
| *Gusken                      |                             | Guzki           |  | Poseggen   |                             | Pożegi          |
| Jakubben                     |                             | Jakuby          |  | Sokollen   | (ab 1935) Falkendorf        | Sokoły          |
| Jeroschen                    |                             | Jerosze         |  | Soldahnen  |                             | Sołdany         |
| Klarheim bis 1903: Dlugikont |                             | Długi Kąt       |  | *Symken    | Simken                      | Szymki          |
| *Kosken                      |                             | Kózki           |  | *Zwalinnen | Schwallen                   | Cwaliny         |

#### Pfarrer
Zwischen 1530 und 1945 taten an der Kirche Kumilsko (Morgen) als evangelische Pfarrer Dienst:
- Johann Blumenstein, 1530–1580
- Albert Willamowius, 1580–1610
- Jacob Szczucki, um 1581
- Jacob Aleczki
- N. Schützki
- Simon Hoffmann, 1610–1655
- Kaspar Soltmann (Idzko)
- Stanislaus Pilski, 1656–1677
- Marcus Trentowius, 1659–1709
- Jacob Turowski, 1677–1706
- Paul Trentowius, 1695–1710
- Friedrich Trentovius, 1706–1741
- Heinrich Engelland, 1710–1739
- Jacob Goburreck, 1740–1773
- Johann Christoph Gregorowius, 1742–1758
- Christian Rosocha, 1758–1779
- Johann Friedrich Hauer, 1774–1800
- Adam Cerulli, 1779–1788
- Benjamin Ursinus, 1788–1798
- Johann Gottfried Schütz, 1799–1823
- Friedrich Fabian Salomo Kiehl, 1800–1805
- Johann Salkowski, 1823–1844
- August Ferdinand Raphael, 1847–1857
- Friedrich Otto Hermann Groß, 1857–1858
- Michael Mendrzyk, 1858–1886[6]
- Adolf Julius Leopold Skopnick, 1886–1896
- Adalbert Montzka, ab 1892
- Wilhelm Zimmeck, 1894–1917
- Gerber, Ewald Franz, ab 1901
- Otto Karl Matern, 1919–1925
- Franz Hammler, 1925–1934
- Friedrich Kwiatkowski, 1940–1945

#### Kirchenbücher
Von den Kirchenbuchunterlagen der Pfarre Kumilsko/Morgen sind erhalten und werden bei der Deutschen Zentralstelle für Genealogie in Leipzig aufbewahrt:
- Taufen: 1791 bis 1797
- Trauungen: 1790 bis 1823
- Kommunikanten: 1745 bis 1756, 1785 bis 1785, 1804 bis 1823.

### Römisch-katholisch
Vor 1945 lebten nur sehr wenige Katholiken in der Region Kumilsko resp. Morgen. Sie waren in die Pfarrkirche in Johannisburg (polnisch Pisz) im Dekanat Masuren II (Sitz: Johannisburg) im Bistum Ermland eingepfarrt.
Nach 1945 siedelten sich hier polnische Neubürger an, die fast ausnahmslos katholischer Konfession waren. Sie nahmen die bisher evangelische Kirche als ihr Gotteshaus in Anspruch. Seit 1957 wurden hier eigene Geistliche eingesetzt, und im Jahr 1962 wurde Kumielsk zur Pfarrei erhoben. Mit der Filialkirche in Rakowo (Adlig Rakowen (Domäne), 1938–1945 Raken) gehört sie heute zum Dekanat Biała Piska im Bistum Ełk der römisch-katholischen Kirche in Polen.